# Trận Endau
Trận Endau là một trận đánh trong Thế chiến 2 diễn ra ngoài khơi thị trấn Endau vào ngày 26-27 tháng 1 năm 1942. Là một phần của Chiến dịch Mã Lai, đây là trận hải chiến đáng chú ý đầu tiên kể từ khi đánh chìm thiết giáp hạm Prince of Wales và tàu chiến tuần dương Repulse vào ngày 10 tháng 12 năm 1941, và là nỗ lực cuối cùng của Hải quân Hoàng gia Anh nhằm ngăn chặn các đoàn tàu vận tải của Nhật di chuyển xung quanh bán đảo Mã Lai.
Một đoàn tàu vận tải của Nhật tiếp cận Endau đã bị máy bay trinh sát phát hiện vào ngày 26 tháng 1 và bị máy bay Đồng minh tấn công không hiệu quả nhiều lần khi nó đang đổ quân. Đồng minh hứng chịu thương vong nặng nề, trong khi Nhật Bản chỉ mất một máy bay duy nhất. Hải quân Hoàng gia Anh bố trí hai khu trục hạm vào cuối ngày hôm đó để phá vỡ cuộc đổ bộ của Nhật Bản, cho dù lực lượng hộ tống Nhật Bản đông hơn nhiều. Di chuyển dưới sự che chỏ của màn đêm, họ có thể xác định vị trí đoàn tàu neo đậu ở đó mà không bị phát hiện, nhưng không thể tìm thấy các tàu chở quân trong màn đêm. Các tàu tìm cách rút lui, nhưng bị các tàu hộ tống của đoàn tàu vận tải bắn phá, và một khu trục hạm bị đánh chìm vào sáng sớm ngày 27 tháng 1.

## Hoàn cảnh
Việc Prince of Wales và Repulse bị đánh chìm trong giai đoạn đầu tiên của Chiến dịch Mã Lai để lại nhiệm vụ đánh chặn các đoàn tàu vận tải Nhật Bản trong Vịnh Thái Lan cho các tàu ngầm của Hải quân Hoàng gia Hà Lan khi các tàu nổi bị chiếm đóng hộ tống các đoàn tàu vận tải Đồng minh đến và đi từ Ceylon và Đông Ấn Hà Lan. Người Hà Lan ghi nhận thành công đầu tiên của họ khi tàu chở quân Awazisan Maru bị đánh chìm ngoài khơi Kota Bharu vào ngày 12 tháng 12 năm 1941, có lẽ bởi HNLMS K XII. Vào ngày 24 tháng 12, HNLMS K XVI đánh chìm khu trục hạm Sagiri ngoài khơi bờ biển Kuching, Borneo. Một số tàu khác cũng bị hư hại hoặc bị đánh chìm trong những tuần lễ đầu tiên, nhưng tổn thất cao đối với các tàu ngầm Hà Lan và họ không thể làm gì nhiều để ngăn chặn bước tiến của quân Nhật.

## Endau
Một cuộc đổ bộ lên Mersing ban đầu được người Nhật lên kế hoạch cắt đứt các tuyến liên lạc giữa lực lượng Anh và Singapore, nhưng Đạo quân phương Nam đã quyết định đổ bộ phần còn lại của Sư đoàn 18 tại Singora, thay vì tin rằng hệ thống phòng thủ của Đồng minh tại Mersing là quá ghê gớm. Mặc dù lực lượng mặt đất đã chiếm được Endau vào ngày 21 tháng 1, họ thiếu sức mạnh để phá vỡ tuyến phòng thủ của Úc tại Sungei-Mersing.
Vào ngày 20 tháng 1 năm 1942, một đoàn tàu vận tải gồm 11 tàu chở quân xuất phát từ Vịnh Cam Ranh, Đông Dương thuộc Pháp, để cất dỡ lực lượng mặt đất tại Singora, trong đó 2 chiếc sẽ tiến đến Endau. Hai tàu vận tải, Kansai Maru và Canberra Maru, đang chở quân của Tiểu đoàn Sân bay 96, được giao nhiệm vụ đưa các phi trường Kahang và Kluang vào hoạt động. Chúng được hộ tống bởi Đơn vị Hộ tống 1, được hình thành chung quanh Hải đội Ngư lôi 3, bao gồm tuần dương hạm hạng nhẹ Sendai, soái hạm của Chuẩn Đô đốc Shintarō Hashimoto, và 6 khu trục hạm thuộc lớp Fubuki: Fubuki, Hatsuyuki, Shirayuki, Asagiri, Amagiri, và Yūgiri. Hải đội được tăng cường với 5 tàu quét mìn thuộc lớp W-1 thuộc Sư đoàn Qúet mìn 1, 3 tàu săn ngầm thuộc lớp CH-4 thuộc Sư đoàn Tàu săn ngầm 11 và 4 tàu tuần tra được cải biến.

### Các cuộc không kích
Bộ Tư lệnh Mã Lai dự đoán rằng lực lượng Nhật Bản sẽ sớm được tăng cường bởi một đoàn tàu vận tải hải quân, một nghi ngờ được xác nhận vào ngày 26 tháng 1 khi hai máy bay Lockheed Hudson của Không quân Hoàng gia Úc (RAAF) nhìn thấy họ cách Endau 20 dặm (32 km) về phía bắc. Cho dù họ phát hiện đoàn tàu vận tải Nhật Bản lúc 07:45, tín hiệu vô tuyến của họ bị nhiễu, và tin tức không đến được với bộ chỉ huy cao hơn cho đến khi họ đổ bộ lên Singapore lúc 09:20. RAF quyết định tấn công đoàn tàu vận tải bằng tất cả máy bay có sẵn. Tuy nhiên, cuộc tấn công đã phải trì hoãn cho đến chiều hôm đó, để cho phép thuỷ thủ đoàn của các máy bay ném ngư lôi Vickers Vildebeest và Fairey Albacore thuộc Phi đội 36 RAF và Phi đội 100 RAF nghỉ ngơi sau các nhiệm vụ ban đêm. Quyết định sử dụng máy bay hai tầng cánh Vildebeest cũ kỹ chống lại các con tàu vào ban ngày là một cú sốc đối với các phi công, những người đã bị hạn chế về sự an toàn tương đối của các phi vụ ban đêm sau ngày đầu tiên của cuộc xâm lược.
Cuộc không kích đầu tiên được thực hiện bởi Vildebeests thuộc Phi đội 36 và 100 và Hudsons thuộc Phi đội 1 và 8 RAAF. 12 chiếc Vildebeests và 9 máy bay ném bom Hudson cất cánh từ Singapore vào đầu giờ chiều ngày 26 tháng 1, với một đoàn máy bay tiêm kích hộ tống bao gồm 12 chiếc Brewster F2A Buffalos và 9 chiếc Hawker Hurricanes. Cuộc đổ bộ của Nhật Bản lên Endau đã diễn ra trong hơn 4 giờ khi máy bay đến nơi lúc 15:00. Lực lượng Hải quân Nhật Bản có sự yểm trợ trên không bao gồm 19 chiếc Nakajima Ki-27 thuộc Phi đội 1 và 11 và một máy bay tiêm kích Nakajima Ki-44 duy nhất. Bất chấp sự kháng cự dữ dội, hai tàu vận tải bị ném bom, người và trang thiết bị trên bãi biển bị bắn phá. 5 chiếc Vildebeests bị mất trong cuộc tấn công, bao gồm sĩ quan chỉ huy Phi đội 100, trong khi một chiếc Ki-27 bị bắn hạ.
Đợt tấn công thứ hai xuất phát từ Singapore lúc 16:15, bao gồm 7 chiếc Vildebeests và 3 chiếc Albacores thuộc Phi đội 36 và 2 chiếc Vildebeests thuộc Phi đội 100. Họ đến Endau lúc 17:30, nhưng đội hộ tống gồm 7 chiếc Hurricanes và 4 chiếc Buffalos đã đến muộn, và các máy bay hai tầng cánh của Anh bị 10 chiếc Ki-27 và 2 chiếc Ki-44 trước khi các máy bay hộ tống có thể tiếp cận chúng. 5 chiếc Vildebeests, 2 chiếc Albacore và 1 chiếc Hurricane đã bị mất trong đợt tấn công này. Trong số 72 phi hành đoàn từ Phi đội 36 và 100 tham gia vào các cuộc không kích, 27 người thiệt mạng, 7 người bị thương và 2 người bị bắt. Các phi công trở về đã được Trung tướng Không quân Paul Maltby chúc mừng, người đã hứa với họ rằng các cuộc tấn công ban ngày tiếp theo là không cần thiết.
Đợt không kích thứ 3, bao gồm 6 chiếc Hudsons không được hộ tống thuộc Phi đội 62 RAF, bay từ Palembang, Sumatra, tấn công không lâu sau đó, hai người thương vong trong số họ, cùng toàn bộ đội bay bị 6 chiếc Ki-27 đánh bại. Đợt không kích thứ 4, bao gồm 5 chiếc Bristol Blenheims thuộc Phi đội 27 RAF, xuất phát từ Palembang vào cuối ngày, nhưng chỉ đến được Singapore vào lúc hoàng hôn, nên đã huỷ bỏ nhiệm vụ. Cho dù tuyên bố đã bắn trúng nhiều phát vào cả tàu vận tải và tuần dương hạm, cả các tàu vận tải lẫn bất kỳ tàu hộ tống nào đều không bị hư hại; trước đây bị trúng mảnh vỡ làm chết 8 người và 18 người bị thương, nhưng Sendai và các tàu nhỏ hơn không bị ảnh hưởng.

### Hải chiến
Chuẩn Đô đóc Ernest Spooner, tư lệnh lực lượng hải quân tại Singapore, đã ra lệnh cho các tàu chiến còn lại sẵn sàng chiến đấu, các khu trục hạm cũ HMS Thanet và HMAS Vampire, tấn công tàu bè ngoài khơi Endau vào đêm hôm đó. Chỉ huy William Moran là thuyền trưởng của Vampire trong khi Thanet dưới quyền chỉ huy của Trung đội trưởng Bernard Davies. Các khu trục hạm rời khỏi Singapore lúc 16:30 cùng với Moran phụ trách hai con tàu và hướng lên phía bắc. Các bản báo cáo tình báo ban đầu đánh giá sức mạnh của Nhật Bản bảo vệ đoàn tàu vận tải là hàng chục khu trục hạm, nhưng điều này đã được sửa đổi xuống còn một cặp khu trục hạm lúc 22:55, dựa trên báo cáo không chính xác của các phi hành đoàn RAF còn sống sót. Đơn vị Hộ tống 1 đã chuẩn bị cho một cuộc tấn công trên mặt nước dựa trên một báo cáo tình báo không chính xác rằng hai tuần dương hạm hạng nhẹ của Anh đang ở ngoài biển và Hashimoto hướng các khu vực tuần tra của tàu mình về phía bắc.
Moran dẫn tàu của mình đi giữa quần đảo Seribuat và bờ biển Johor dưới ánh trăng rực rỡ và sau đó thay đổi hướng di chuyển về phía đông bắc để tìm kiếm khu vực phía bắc quần đảo. Khi những đám mây đen che khuất mặt trăng lúc 01:51, ông quay về phía tây nam với tốc độ 15 hải lý một giờ (28 km/h; 17 mph) đến Endau, giữ đảo Tioman phía sau ông để đảm bảo rằng các con tàu của ông không bị che khuất trên đường chân trời. Lúc 02:37, Vampire nhìn thấy một khu trục hạm Nhật Bản (có thể là Amagiri), nhưng không bị phát hiện và các con tàu Đồng minh tiếp tục hành trình. Ba phút sau, họ phát hiện một tàu Nhật khác (tàu quét mình W-4) chết phía trước ở cự ly gần. Moran quyết định tấn công, vì việc phát hiện là không thể tránh khỏi ở tầm ngắn như vậy, và tăng tốc độ lên 25 hải lý một giờ (46 km/h; 29 mph), đồng thời bắn hai trong số ba quả ngư lôi của mình ở khoảng cách 600 m (660 yd). Một quả ngư lôi trượt trước 15-20 yd (14-18 m) và quả kia đi qua bên dưới chiếc tàu quét mìn. W-4, trong khu vực tuần tra giữa, đang cố gắng xác định hai khu trục hạm khi Moran tấn công, nhưng không cảnh báo được bất kỳ tàu Nhật nào khác về sự hiện diện của Đồng minh ở giữa chúng trong 20 phút trước khi đưa ra một vị trí cách đó 6 hải lý (11 km; 6,9 dặm). W-4 đã không bắn trả và Moran tiếp tục tìm kiếm các tàu vận tải, giảm tốc độ một lần nữa xuống còn 15 hải lý một giờ để giảm tầm nhìn khi thức dậy. Nửa giờ sau, khi vùng nước nông đang đến gần, và không phát hiện được tàu vận tải, các khu trục hạm Đồng minh đổi hướng lên phía bắc để dọn sạch các vùng nước nông và tăng tốc độ lên 25 hải lý một giờ lúc 03:13 trước khi quay về phía đông nam.
Lúc 03:18, Vampire nhìn thấy khu trục hạm Shirayuki ngoài khơi cảng và một con tàu khác ở phía sau. Vampire và Thanet đã thực hiện nhưng điều chỉnh nhỏ để phóng ngư lôi vào Shirayuki ở khoảng cách 1,500 yd (1,400 m)-một quả từ Vampire và cả 4 quả từ Thanet-nhưng tất cả đều bị trượt khi Shirayuki, sau khi phát hiện ra các con tàu Đồng minh cùng một lúc, thay đổi hướng đi để đến phía sau các khu trục hạm Đồng minh và sau đó ra hiệu xác nhận danh tính của chúng. Không nhận được hồi âm, con tàu Nhật bắt đầu chiếu sáng các tàu Đồng minh bằng đèn pha của nó, và cuối cùng khai hoả vào lúc 03:31 cho dù cả hai con tàu đều có màn khói. Moran ra lệnh cho cả hai con tàu của mình bắn trả bằng các khẩu pháo 4 inch trong khi rút lui về phía đông nam với tốc độ tối đa. Thanet chỉ bắn ba quả hàng ngang từ các khẩu pháo trước khi bị bắn trúng trong phòng động cơ. Cú bắn trúng đã làm đứt cả đường hơi chính và phụ vào động cơ, khiến con tàu bất động trên mặt nước và mất toàn bộ năng lượng điện. Liên tục thực hiện những thay đổi nhỏ để loại bỏ các khẩu pháo Nhật, không con tàu nào bắn trúng bất kỳ tàu Nhật nào trong trận chiến.
Các tường thuật của Nhật Bản và Đồng minh về hoạt động tác xạ rất khó dung hoà, đặc biệt là khi cả hai khu trục hạm Đồng minh đều không ghi lại bất kỳ lần nào sau khi phóng ngư lôi lúc 03:18. Shirayuki đã bắn 18 phát đạn vào Vampire ở khoảng cách 4,500 yd (4,100 m) trước khi có tiếng nổ đầu nòng từ các bệ pháo phía sau làm nổ các cầu chì trong tủ điện của nó, gây mất điện hoàn toàn khắp con tàu. Trong khi năng lượng điện được khôi phục trong vòng 2 phút, con tàu gặp một loạt các trục trặc nhỏ về điện khiến nó không hoạt động trong 15 phút tiếp theo. Khi nó tiếp tục bắn, Vampire không còn nhìn thấy nữa và Shirayuki nhắm vào Thanet ở khoảng cách 3,050 m (10,010 ft), bắn 82 phát đạn vào nó. Yugiri khai hoả lúc 03:38 vào Thanet cách 4,500 yd (4,100 m), và cả hai con tàu quan sát thấy mục tiêu giảm tốc độ lúc 03:45. Cùng lúc đó, Yugiri liên lạc với Hashimoto rằng "Kẻ thù là hai khu trục hạm" nên cô đã phát hiện ra Vampire khi con tàu chạy trốn, mặc dù Yugiri đã mất dấu Vampire 10 phút sau đó. Sendai, Fubuki, Asagiri, Amagiri, Hatsuyuki và W-1 sau đó đều khai hoả, chủ yếu nhắm vào Thanet, mặc dù Vampire báo cáo đã bị bắn trong một thời gian đáng kể. Tổng cộng, các tàu Nhật đã bắn 469 phát đạn vào các khu trục hạm Đồng minh, nhưng không bắn trúng Vampire dù chỉ một lần. Shirayuki báo cáo rằng Thanet bị chìm lúc 04:18 và cứu vớt 1 sĩ quan và 30 người khác và 11 người đã chết trong trận chiến. Người Nhật đã không truy đuổi và Vampire đến Singapore lúc 10:00 sáng hôm đó.

## Kết quả
Shirayuki bàn giao các thuỷ thủ được giải cứu cho binh lính trên đảo Endau vào ngày hôm sau. Họ không bao giờ được nhìn thấy nữa, nhưng được cho là bị xử tử để trả thù cho những tổn thất của quân Nhật trong một cuộc phục kích của Tiểu đoàn 2/18 Úc, xảy ra ở phía Nam Mersing cùng thời điểm hoạt động hải quân ngoài khơi Endau. Davies, 4 sĩ quan khác và 61 thuỷ thủ từ Thanet đã tìm cách vào bờ và đi đến Singapore, cùng với phi hành đoàn bị bắn rơi.
Người Nhật đã có thể hoàn thành việc đổ quân, điều này có thể đã góp phần vào ấn tượng của các lực lượng quan trọng trước lực lượng phòng vệ Úc và sự rút lui sau đó của họ. Những tổn thất nặng nề của máy bay và phi hành đoàn Đồng minh hầu như đã loại bỏ khả năng ảnh hưởng đến các trận chiến trên bộ sau đó. Báo cáo của Moran về sự kém cỏi của Nhật Bản trong chiến đấu ban đêm là kết quả quan trọng nhất của trận chiến. Vì rất ít chi tiết về các trận đánh ban đêm tiếp theo ngoài khơi Java còn tồn tại, đánh giá của Moran đã ảnh hưởng đến suy nghĩ của Đồng minh về IJN cho đến khi chiến thắng của người Nhật trong Trận Đảo Savo vào ban đêm tháng 8 đã lật ngược niềm tin của Đồng minh về khả năng chiến đấu ban đêm của Nhật Bản trong đầu họ.